# Aeroporto Internacional de Ovda
O Aeroporto Internacional de Ovda (em hebraico: נמל התעופה עובדה, Nemal HaTe'ufa Uvda) (IATA: VDA, ICAO: LLOV), é o segundo aeroporto internacional de Israel, localizada no sul do país, cerca de 60 km ao norte da cidade de Eilat. Ovda foi originalmente construído como um aeroporto militar em 1980, após a retirada de Israel da península do Sinai, como parte do Tratado de paz israelo-egípcio, porque a Força Aérea Israelense precisava de aeródromos alternativos para suas bases Sinai. Atualmente, o aeroporto também serve como o destino de muitos voos comerciais a Eilat, especialmente para aviões de grande porte que não podem usar a pista de aterrissagem no aeroporto de Eilat, embora ainda seja de propriedade da Força Aérea. O aeroporto deverá cessar as operações civis até 2010, quando o novo Aeroporto Internacional de Eilat for inaugurado.